# Alfred Letourneur
Alfred Albert Callixte Letourneur, född den 25 juli 1907 i Amiens, död den 4 januari 1975 i New York, var en fransk bancyklist som var professionell från 1928 till 1942. Han vann 21 sexdagarslopp under karriären, samtliga i USA och Kanada – nio av dem i par med Gérard Debaets. Därtill blev han amerikansk mästare i stayer fyra gånger (1932–1935).

## Meriter

### Sexdagarslopp
| 1928/1929 2:a i Detroits sexdagars (okt./nov.) med Paul Broccardo 2:a i Chicagos sexdagars (nov.) med Paul Broccardo 2:a i New Yorks sexdagars (dec.) med Paul Broccardo 2:a i Chicagos sexdagars (mar.) med Paul Broccardo 1929/1930 2:a i Chicagos sexdagars (nov.) med Paul Broccardo 3:a i New Yorks sexdagars (dec.) med Paul Broccardo 1930/1931 Vinnare av Chicagos sexdagars (nov.) med Marcel Guimbretière Vinnare av New Yorks sexdagars (mar.) med Marcel Guimbretière 2:a i Chicagos sexdagars (feb.) med Marcel Guimbretière 1931/1932 Vinnare av New Yorks sexdagars (nov./dec.) med Marcel Guimbretière Vinnare av Philadelphias sexdagars (mar.) med Marcel Guimbretière 2:a i Chicagos sexdagars (nov.) med Marcel Guimbretière 2:a i Chicagos sexdagars (feb.) med Marcel Guimbretière 2:a i Montréals sexdagars (apr.) med Henri Lepage 2:a i Torontos sexdagars (maj) med Henri Lepage 3:a i New Yorks sexdagars (feb./mar.) med Marcel Guimbretière 1932/1933 Vinnare av New Yorks sexdagars (feb./mar.) med Gérard Debaets Vinnare av Chicagos sexdagars (mar.) med Gérard Debaets Vinnare av Montréals sexdagars (apr.) med Gérard Debaets Vinnare av Torontos sexdagars (apr./maj) med Gérard Debaets 3:a i Chicagos sexdagars (nov.) med Gérard Debaets 3:a i New Yorks sexdagars (nov./dec.) med Franco Giorgetti 3:a i Philadelphias sexdagars (dec.) med Gérard Debaets | 1933/1934 Vinnare av Torontos sexdagars (okt.) med Henri Lepage Vinnare av New Yorks sexdagars (dec.) med William Peden 2:a i Chicagos sexdagars (okt./nov.) med William Peden 2:a i Montréals sexdagars (apr.) med Henri Lepage 2:a i Clevelands sexdagars (apr.) med Henri Lepage 3:a i Montréals sexdagars (okt.) med Henri Lepage 1934/1935 Vinnare av Philadelphias sexdagars (okt.) med Gérard Debaets Vinnare av Detroits sexdagars (okt.) med Gérard Debaets Vinnare av Chicagos sexdagars (nov.) med Gérard Debaets Vinnare av New Yorks sexdagars (dec.) med Gérard Debaets Vinnare av Buffalos sexdagars (dec.) med Gérard Debaets Vinnare av New Yorks sexdagars (mar.) med Franco Giorgetti Vinnare av Chicagos sexdagars (mar.) med Franco Giorgetti Vinnare av Buffalos sexdagars (apr.) med Franco Giorgetti 1935/1936 Vinnare av Clevelands sexdagars (nov.) med Tino Reboli 3:a i New Yorks sexdagars (dec.) med Paul Broccardo 1937/1938 Vinnare av Buffalos sexdagars (mar./apr.) med Omer De Bruycker Vinnare av Chicagos sexdagars (mar.) med Omer De Bruycker 1940/1941 3:a i Washingtons sexdagars (sep.) med Angelo De Bacco 1947/1948 2:a i Chicagos sexdagars (okt.) med Bill Jacoby |

| 1926/1927 Vinnare av Prix Dupré-Lapize (jan.) med Georges Rouyer Vinnare av Prix Goullet-Fogler (feb.) med Georges Faudet 1927/1928 Vinnare av Prix Goullet-Fogler (nov.) med Paul Broccardo 3:a i Prix Dupré-Lapize (jan.) med Paul Broccardo 1929/1930 2:a i Prix Dupré-Lapize (jan.) med Paul Broccardo | 1932 Vinnare av Amerikanska mästerskapen 1933 Vinnare av Amerikanska mästerskapen 1934 Vinnare av Amerikanska mästerskapen 1935 Vinnare av Amerikanska mästerskapen |